# Comune di Juelsminde
Il comune di Juelsminde, fino al 1º gennaio 2007 è stato un comune danese situato contea di Vejle, il comune aveva una popolazione di 15 555 abitanti (2005) e una superficie di 240 km². Capoluogo era la cittadina di omonima.
Dal 1º gennaio 2007, con l'entrata in vigore della riforma amministrativa, il comune è stato soppresso e accorpato, insieme al comune di Tørring-Uldum, al riformato comune di Hedensted.